# 奧克蘭阿克雷斯 (愛荷華州)
奧克蘭阿克雷斯（英語：Oakland Acres）是一個位於美國愛荷華州傑斯帕縣的城市。

## 地理
奧克蘭阿克雷斯的座標為41°43′02″N 92°49′30″W / 41.71722°N 92.82500°W，而該地的平均海拔高度為300米（即984英尺）。

## 人口
根據2010年美國人口普查的數據，奧克蘭阿克雷斯的面積為0.78平方千米，當中陸地面積為0.73平方千米，而水域面積為0.05平方千米。當地共有人口156人，而人口密度為每平方千米200人。